# L Киля
О звезде l Киля см. HD 84810

L Ки́ля (лат. L Carinae, сокр. L Car; известна также как HD 90264) — звезда в созвездии Киля. Классифицируется как спектрально-двойная звезда с раздвоением линий.
L Киля — бело-голубая звезда главной последовательности спектрального класса B8V  с видимой звёздной величиной +4,97m (таким образом, она видна невооружённым глазом). Звезда удалена от Солнца на расстояние около 430 световых лет. Входит в рассеянную звёздную ассоциацию Верхняя Скорпиона (II Sco), являющуюся подгруппой OB-ассоциации Скорпиона — Центавра.
Оба компонента системы — химически пекулярные звёзды с дефицитом гелия, близкие друг к другу по массе (отношение масс 1,22). Более тяжёлый компонент пары — переменная звезда типа SX Ari (гелиевая переменная), более лёгкий — ртутно-марганцевая звезда; это первая известная пара, состоящая из таких типов звёзд. Период обращения пары составляет 15,727 дня, орбиты близки к круговым (эксцентриситет около 0,04). Собственные периоды вращения каждой из звёзд пары также близки к 15—16 дням.
Не следует путать эту звезду с цефеидой l Carinae (строчная буква l в обозначении), известной также как HR 3884 или HD 84810.